# أندريه هارفي (نحات)
أندريه هارفي (بالإنجليزية: André Harvey)‏ هو نحات أمريكي، ولد في 9 أكتوبر 1941 في هوليوود في الولايات المتحدة، وتوفي في 6 فبراير 2018 في ويلمنغتون في الولايات المتحدة.